# Cantonul Rennes-Sud-Ouest
Cantonul Rennes-Sud-Ouest este un canton din arondismentul Rennes, departamentul Ille-et-Vilaine, regiunea Bretania, Franța.

## Comune
- Rennes (parțial, reședință) wijken: Arsenal/Redon en Cleunay
- Saint-Jacques-de-la-Lande
- Vezin-le-Coquet